# Al-Tabari
Al-Tabari (perzijsko محمد بن جریر طبری‎, arabsko  أبو جعفر محمد بن جرير بن يزيد الطبري‎) je bil vpliven učenjak, zgodovinar in komentator Korana, * 839 (224 po hidžri), Amol, Tabaristan, Abasidski kalifat, zdaj provinca Mazandaran, Iran, † 27. februar 923 (310 po hidžri), Bagdad, Abasidski kalifat.
Vsa dela je napisal v arabščini. Zdaj je najbolj znan po svojem strokovnem znanju na področju koranske eksegeze (tafsir) in zgodovinopisja, opisan kot "izjemen vseznalec, ki je pisal je o svetovni zgodovini, poeziji, leksikografiji, slovnici, etiki, matematiki in medicini".
Njegova najbolj vplivna in najbolj znana dela so komentarji Korana, v arabščini znani kot Tafsir al-Tabari, in njegova zgodovinska kronika Zgodovina prerokov in kraljev (Tarikh al-Rusul wa al-Muluk), ki se pogosto omenja kot Tarikh al-Tabari.
Al-Tabari je pred razvojem svoje razlage islamskega pravoznanstva sledil šafijski šoli  islamskega prava (Shafi'i madhhab). Njegovo razumevanje fiqha je bilo prefinjeno in  izredno tekoče. Svoje ideje je razmišljanja o pravnih zadevah je razvijal do konca svojega življenja.
Al-Tabarijeva miselna šola (madhab) je cvetela med sunitskimi ulemami še dve stoletji po njegovi smrti, preden je sčasoma izumrla. Šolo so običajno imenovali Džariri.

## Življenje
Tabari je bil rojen pozimi 838/839 v Amolu, 20 km jugovzhodno od Kaspijskega jezera. Opisan je kot Iranec, včasih tudi Perzijec ali Arabec. Pri sedmih letih je znal Koran na pamet, pri osmih je bil izprašan vodilni molilec in pri devetih začel preučevati prerokova izročila. Leta 850 ali 851 je pri dvanajstih letih odšel od doma študirat, vendar je z rojstnim mestom obdržal trdne vezi. Domov se je vrnil vsaj dvakrat, drugič leta 903. Ko je njegova odkritost povzročila nekaj nelagodja, je na hitro odšel iz mesta.
Najprej je odšel v Raj, kjer je ostal približno pet let. Njegov glavni učitelj je bil Abu Abdillah Muhammad ibn Humajd al-Razi, ki je pred tem poučeval v Bagdadu. V Raju je študiral tudi islamsko pravoznanstvo po hanafski šoli. Tabari je bil torej že v mladosti seznanjen s predislamsko in zgodnjo islamsko zgodovino. Med svojimi učitelji je pogosto omenjal Humajda, o drugih učiteljih v Raju pa je malo znanega.
Iz Raja je odšel študirat k Ahmedu ibn Hanbalu v Bagdad, vendar je učitelj malo pred njegovim prihodom leta 855 ali 856 umrl. Tabari je pred tem morda odšel na romanje. Iz Bagdada je odšel verjetno leta 856/857 na potovanje po južnih mestih Basra, Kufa in Vasit, kjer je srečal veliko eminentnih učenjakov. Tabari je dobro preučil tudi druge islamske pravne šole in nato ustanovil svojo neodvisno pravno šolo.
Po vrnitvi  v Bagdad, je verjetno že pred letom 858 dobil mesto učitelja pri vezirju Ubajdalahu ibn Jahiji ibn Hakanu. Njegovo poučevanje je bilo tako učinkovito in dečkovo pisanje tako vzorno, da je namesto mesečne plače deset dinarjev dobil veliko več.
V svojih poznih dvajsetih letih je potoval v Sirijo, Palestino, Indijo in Egipt. V Bejrutu je okoli leta 883 navezal zelo pomembne stike z al-Abasom ibn al-Validom, ki je Tabarija poučil o drugačnem  branju Korana v sirski šoli, preko  al-Abasovega očeta pa se je seznanil s  pravnimi pogledi al-Avzaija, uglednega bejrutskega pravnika iz dvajsetega stoletja.
V Egipt je prispel leta 867 in se malo po letu 870 vrnil v Bagdad. Preživljal se je z očetovim denarjem, po očetovi smrti pa z dediščino. Nekaj je zaslužil tudi s poučevanjem in ni nikoli prevzel sodniškega položaja.
Ko je na položaj abasidskefa kalifa prišel al-Mutadid, je bil al-Tabari star okoli petdeset let. Svojo Zgodovino je objavil krepko po sedemdesetem letu. V zadnjih letih življenja je bil slavna, včasih prepirljiva osebnost. Imel je dostop do vseh virov informacij, razen morda tistih, ki so bili neposredno povezani z odločanjem vlade. Njegovi zapisi so zato bolj  verodostojni, kot bi pričakovali za tisto obdobje.
Zadnja Tabarijeva leta so zaznamovali konflikti s hanbalitskimi privrženci al-Hasana ibn Alija al-Barbaharija, učenca Ibn Hanbalovih učencev. Tabari je bil znan po svojem mnenju, da hanbalizem ni legitimna miselna šola, saj je bil ibn Hanbal sestavljalec izročil in ne pravi pravnik. Bagdadski hanbaliti so Tabarijevo hišo pogosto kamenjali. Nasilje se je stopnjevalo do te mere, da so morale posredovati abasidske oblasti. Šef bagdadske policije je poskušal organizirati debato med sprtima stranema, da bi zgladili spore. Tabari je ponudbo sprejel, hanbaliti pa ne in so namesto tega ponovno kamenjali njegovo hišo. Do njega so se do njegove smrti obnašali nasilno in mu grozili.
Tabari je umrl 27. februarja 923. Nekateri viri trdijo, da so ga abasidske oblasti zaradi strahu pred hanbalitsko drhaljo pokopale ponoči in na skrivaj. Trditve niso zanesljive. Drugi viri so soglasni, da je bil pokopan naslednje jutro po smrti. Sodobniki, kot je bil Ibn Duraid, so ga, ne glede na to, ohranili v dobrem spominu.  Hanbalite so abasidske oblasti približno desetletje kasneje v celoti obsodile zaradi preganjanja nasprotnikov. Obdobje, v katerem je živel Tabari, je bilo polno verskih razlik in političnih nemirov, za katere so značilni stigmatizacija in obtoževanje posameznikov.

## Dela
Al-Tabari je pisal zgodovino, teologijo in komentarje Korana. Njegovi glavni in najvplivnejši deli sta
- Tafsir al-Tabari (Al-Tabarijevi komentarji), v katerem so koranski komentarji (tafsir).
- Tarikh al-Rusul wa al-Mulu (Zgodovina prerokov in kraljev), zgodovinska kronika, pogosto omenjena kot  Tarikh al-Tabari.

Njegovo tretje delo je
- Tahdhīb al-Athār, zbirka izročil Mohamedovih spremljevalcev, ki je ni dokončal.